# Playas (kanton)
Playas – kanton w prowincji Guayas, w Ekwadorze. Stolicą kantonu jest Playas.